# Ar-Ra'd

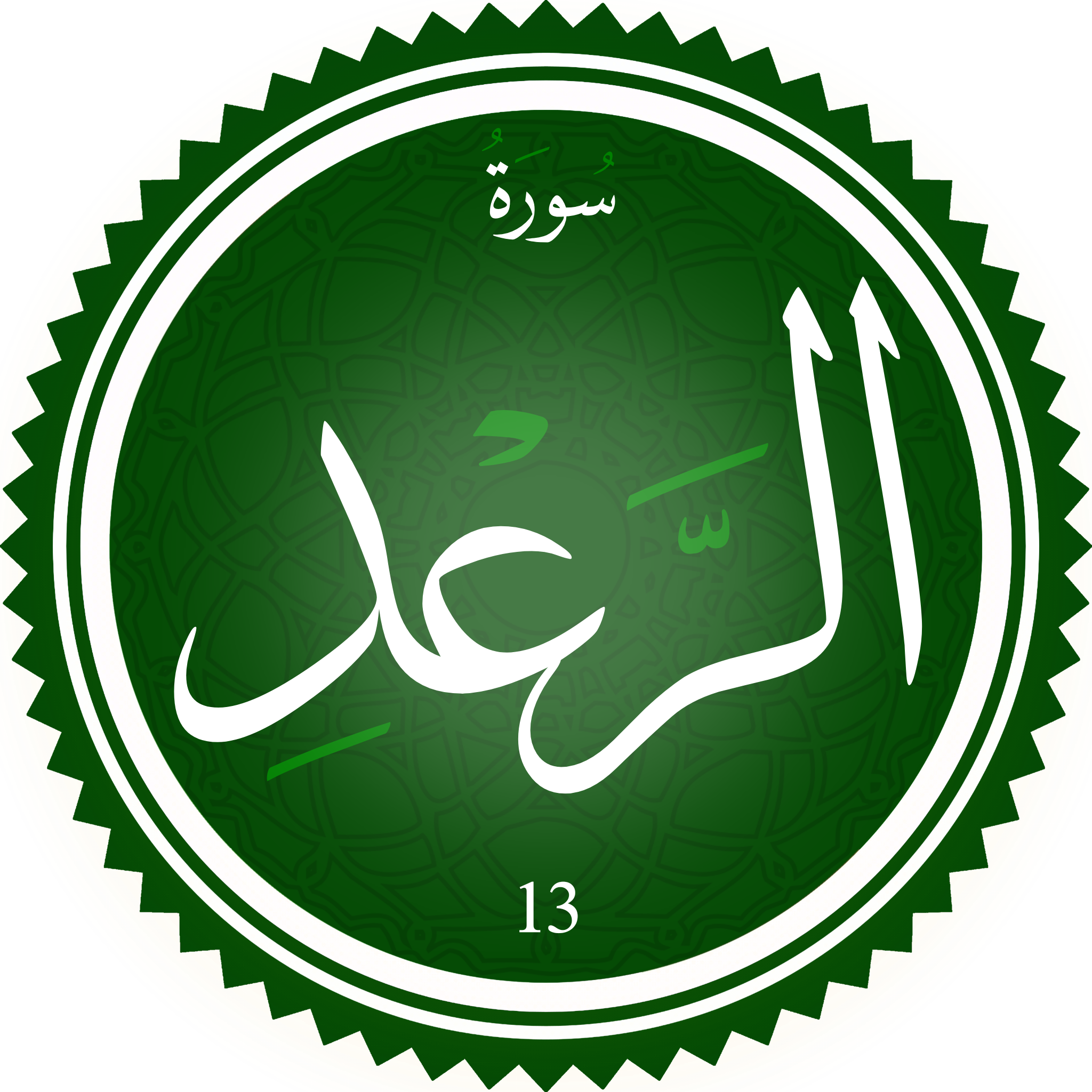
Sura al-Ra'd.

Ar-Ra'd (arabiska: سورة الرعد, Sūratu ar-Ra'd, "Åskan") är den trettonde suran i Koranen med 43 verser (ayah). Det är enligt vissa bedömare en medinsk sura, men perioden är oviss. Surans huvudtema är att Gud (Allah) uppenbarar vissa moraliska grundsanningar genom profeterna som människan inte kan sätta sig över utan att drabbas av de ofrånkomliga följderna av detta.